# 平丘夫

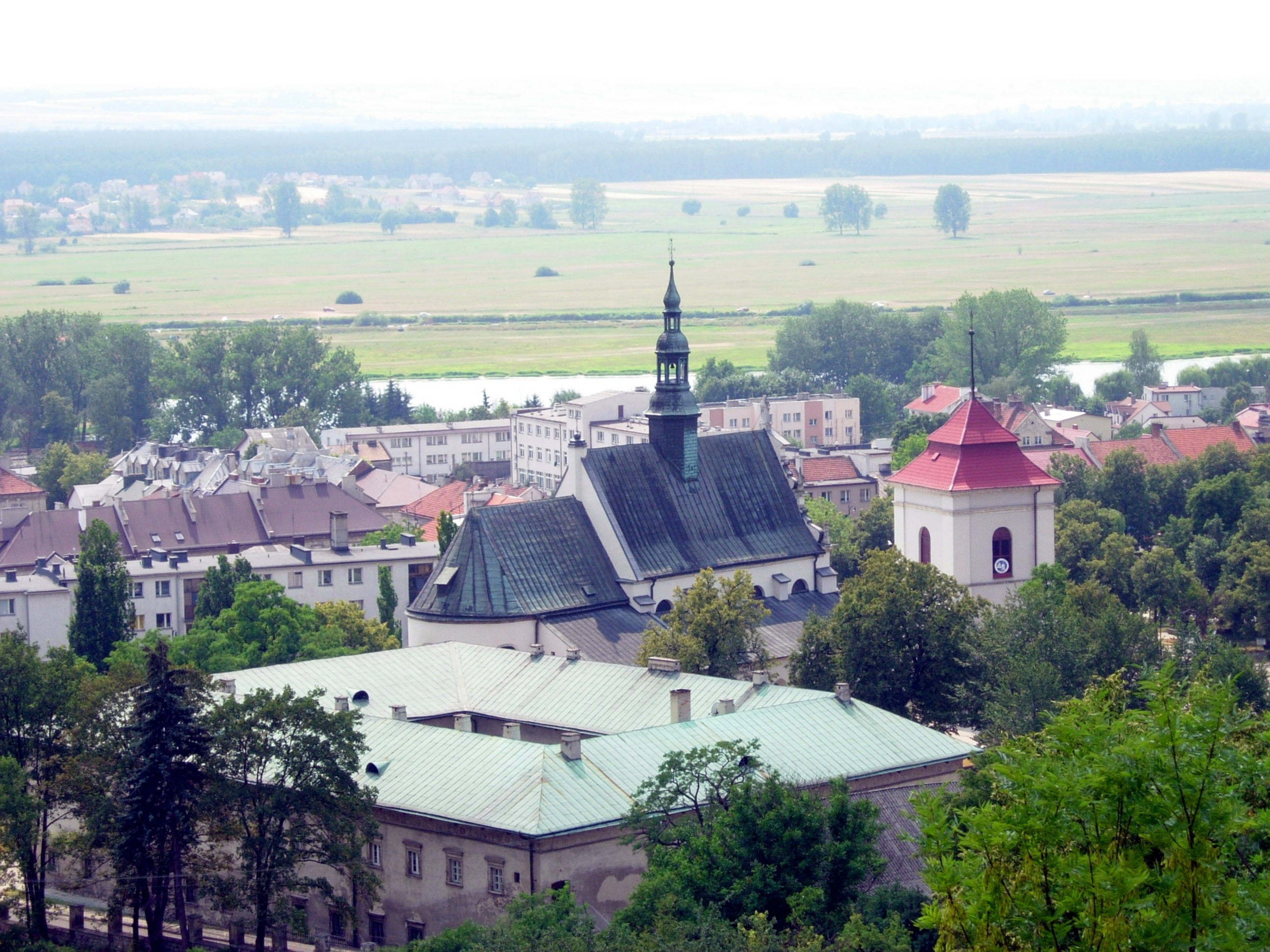

平丘夫（波兰语：Pińczów）是波蘭的城鎮，位於該國南部，距離首府凱爾采40公里，由聖十字省負責管轄，始建於十二世紀，面積14.32平方公里，海拔高度300米，2006年人口11,886。

## 外部連結
- Official website （页面存档备份，存于）
- Map, via mapa.szukacz.pl （页面存档备份，存于）

50°32′N 20°32′E / 50.533°N 20.533°E